# Xeon
Xeon — бренд серверних мікропроцесорів виробництва Intel. Назва залишалася незмінною серед ряду поколінь процесорів. Назва ранніх моделей складалася з відповідної назви з ряду настільних процесорів і слова Xeon, сучасні моделі мають в назві тільки Xeon. У загальних рисах серверна лінійка процесорів відрізняється від настільних збільшеним кешем і підтримкою великих багатопроцесорних систем. Процесор загалом не націлений на споживчий ринок, область його застосування — сервери, блейд-системи та робочі станції.
В сучасних моделях Xeon DP і Xeon MP суфікси DP та MP посилаються на варіанти для двопроцесорних та мультипроцесорних (4 і більше) систем.

## Огляд
| Intel Xeon Сімейство процесорів                                                                              | Intel Xeon Сімейство процесорів                                                                                             | Intel Xeon Сімейство процесорів                         | Intel Xeon Сімейство процесорів                          | Intel Xeon Сімейство процесорів                             | Intel Xeon Сімейство процесорів         |
| Сервер — (UP/DP) 3000/5000 серії                                                                             | Сервер — (UP/DP) 3000/5000 серії                                                                                            | Сервер — (UP/DP) 3000/5000 серії                        | Сервер — (MP) 7000 серія                                 | Сервер — (MP) 7000 серія                                    | Сервер — (MP) 7000 серія                |
| кодова назва                                                                                                 | Ядро | дата випуску                                            | кодова назва                                             | Ядро                                                        | дата випуску                            |
| --- | --- | ------------------------------------------------------- | -------------------------------------------------------- | ----------------------------------------------------------- | --------------------------------------- |
| | |                                                         | Drake                                                    | (250 nm)                                                    | 06.1998                                 |
| | |                                                         | Tanner Cascades                                          | (250 nm) (180 nm)                                           | 03.1999 10.1999                         |
| Foster Prestonia Gallatin Nocona Irwindale Paxville Dempsey                                                  | (180 nm) (130 nm) (130 nm) (90 nm) (90 nm) dual (90 nm) dual (65 nm)                                                        | 05.2001 02.2002 03.2003 01.2004 02.2005 10.2005 05.2006 | Foster MP Gallatin MP Cranford Potomac Paxville MP Tulsa | (180 nm) (130 nm) (90 nm) (90 nm) dual (90 nm) dual (65 nm) | 03.2002 11.2002 03.2005 12.2005 08.2006 |
| Sossaman Woodcrest Conroe Allendale Wolfdale Kentsfield Yorkfield                                            | dual (65 nm) dual (65 nm) dual (65 nm) dual (65 nm) dual (45 nm) quad (65 nm) quad (45 nm)                                  | 03.2006 06.2006 10.2006 01.2007 02.2008 01.2007 03.2008 | Tigerton Dunnington                                      | dual (65 nm) quad (45 nm) six (45 nm)                       | 09.2007 09.2008                         |
| Wolfdale DP Clovertown Harpertown Nehalem-EP Bloomfield Beckton (65xx) Westmere-EX (E7-2xxx) Sandy Bridge-EP | dual (45 nm) quad (65 nm) quad (45 nm) dual/quad (45 nm) quad (45 nm) quad/6/8 (45 nm) 6/8/10 (32 nm) dual/quad/6/8 (32 nm) | 11.2007 11.2006 11.2007 03.2009 03.2010 04.2011 03.2012 | Beckton (75xx) Westmere-EX (E7-4xxx/8xxx)                | quad/6/8 (45 nm) 6/8/10 (32 nm)                             |                                         |
| Intel Xeon Сімейство процесорів                                                                              | |                                                         |                                                          |                                                             |                                         |

### 5100-series «Woodcrest»
26 червня 2006 Intel випустила двоядерний процесор 5100 серії під кодовою назвою Woodcrest (код продукту 80556); це був перший процесор Intel мікроархітектури Core, запущений на ринок. Це процесор для серверів та робочих станцій. Intel стверджував, що він забезпечує 80 % приріст в продуктивності, при одночасному зниженні енергоспоживання на 20 % порівняно з Pentium D.
Більшість моделей мають 1333 МТ/с FSB, за винятком 5110 і 5120, які мають 1066 МТ/с FSB. Найшвидший процесор (5160) працює на 3.0 ГГц. Всі Woodcrests використовували LGA 771 і всі, крім двох моделей мають TDP в 65 Вт. 5160 має TDP 80 W та 5148LV(2.33 ГГц) має TDP в 40 W. Попереднім поколінням процесорів Xeon був TDP з 130 Вт. Всі моделі підтримують Intel 64 (Intel, x86-64 implementation), XD біт і Virtualization Technology, з «Demand Based Switching», опцією керування живленням лише на двоядерних Xeon 5140 або вище. Woodcrest має 4 МБ загальної кеш-пам'яті L2.
| Model | Speed (GHz) | L2 Cache (MB) | FSB (MHz) | TDP (W) |
| ----- | ----------- | ------------- | --------- | ------- |
| 5110  | 1.60        | 4             | 1066      | 65      |
| 5120  | 1.83        | 4             | 1066      | 65      |
| 5128  | 1.83        | 4             | 1066      | 40      |
| 5130  | 2.0         | 4             | 1333      | 65      |
| 5138  | 2.13        | 4             | 1066      | 35      |
| 5140  | 2.33        | 4             | 1333      | 65      |
| 5148  | 2.33        | 4             | 1333      | 40      |
| 5150  | 2.66        | 4             | 1333      | 65      |
| 5160  | 3.00        | 4             | 1333      | 80      |

### 5200-series «Wolfdale-DP»
11 листопада 2007, Intel випустила двоядерний процесор 5200 серії під кодовою назвою Wolfdale-DP (код продукту 80573). Він побудований по 45 нм процесу, як десктопи Core 2 Duo і Xeon-SP Wolfdale, підтримуючи Intel 64 (64-бітова архітектура мікропроцесора і відповідний набір інструкцій), XD біт і Virtualization Technology. Wolfdale має 6 МБ загальної кеш-пам'яті L2.
| Model | Speed (GHz) | L2 Cache (MB) | FSB (MHz) | TDP (W) |
| ----- | ----------- | ------------- | --------- | ------- |
| E5205 | 1.86        | 6             | 1066      | 65      |
| L5238 | 2.66        | 6             | 1333      | 35      |
| X5260 | 3.33        | 6             | 1333      | 80      |
| X5270 | 3.50        | 6             | 1333      | 80      |
| X5272 | 3.40        | 6             | 1600      | 80      |

### 5300-series «Clovertown»
Чотириядерний процесор (2× 2), наступник Woodcrest для сегменту DP, що складався з двох двоядерних процесорів Woodcrest в одному корпусі за аналогією з двоядерним Pentium D фірмових процесорів (два одноядерних чипи) або чотирьохядерними процесорами Kentsfield. Всі Clovertowns використовували LGA 771 роз'єм. Clovertown має 8 МБ кеш-пам'яті L2 (по 4 в чипі). Як Woodcrest, нижня модель використовує 1066 МТ/с FSB, а вищі моделі використовують 1333 МТ/с FSB. Intel представив Clovertown (код продукту 8056314) в листопаді 2006 моделями E5310, E5320, E5335, E5345і X5355, від 1.6 ГГц до 2.66 ГГц. Всі моделі підтримують: MMX, SSE, SSE2, SSE3, SSSE3, Intel 64, XD біт (реалізації NX біт), Intel VT. E і X позначення запозичені зі схеми нумерації моделей процесора Intel Core 2; закінчення «-0» відповідає 1066 МТ/с FSB, а закінчення «-5» відповідає 1333 МТ/с. Усі моделі мають TDP 80 W за винятком X5355, який має TDP 120 W. Низьковольтні версії Clovertown з тепловиділенням 50 W мають номери моделей L5310, L5320 і L5335 (1.6 ГГц, 1.86 ГГц та 2.0 ГГц відповідно). 3.0 ГГц X5365 вийшов в липні 2007, і став доступним в Apple Mac Pro з 4 квітня 2007. X5365 виконує близько 38 GFLOPS в еталонних тестуваннях LINPACK.
| Model | Speed (GHz) | L2 Cache (MB) | FSB (MHz) | TDP (W) |
| ----- | ----------- | ------------- | --------- | ------- |
| E5310 | 1.60        | 2 × 4         | 1066      | 80      |
| L5310 | 1.60        | 2 × 4         | 1066      | 50      |
| E5320 | 1.86        | 2 × 4         | 1066      | 80      |
| L5320 | 1.86        | 2 × 4         | 1066      | 50      |
| E5335 | 2.00        | 2 × 4         | 1333      | 80      |
| L5335 | 2.00        | 2 × 4         | 1333      | 50      |
| E5345 | 2.33        | 2 × 4         | 1333      | 80      |
| X5355 | 2.66        | 2 × 4         | 1333      | 120     |
| X5365 | 3.00        | 2 × 4         | 1333      | 150     |

### 5400-series «Harpertown»
11 листопада 2007 відбулася презентація мікропроцесорів Yorkfield для лінійки Xeon — Harpertown (код продукту 80574). Ця сім'я складається з подвійного чипа чотириядерних процесорів, виготовлених по 45 нм процесу з FSB 1066 МГц, 1333 МГц, 1600 МГц, з TDP від 40 Вт до 150 Вт в залежності від моделі. Ці процесори з'єднуються через LGA 771 роз'єм. Всі моделі оснащені Intel 64 (Intel, х86-64), XD біті Virtualization Technology. Всі, крім E5405 і L5408 мають також функцію Demand Based Switching.
Додатковий символ в префіксі моделі показує теплову потужність: «L» відповідає TDP з 40 W або 50 W, «E» зображує 80 в той час як «X» є 120 Вт TDP або вище. Швидкість 3.00 ГГц поставляється у вигляді чотирьох моделей, дві моделі з 80 Вт TDP, дві — 120 Вт TDP з 1333 МГц або 1600 МГц FSB відповідно. Найшвидший Harpertown є X5492, TDP у якого 150 W вище ніж у Prescott Xeon DP, але має вдвічі більше ядер. (X5482 також продається під назвою «Core 2 Extreme QX9775» для використання в Intel Skulltrail системі.)
Для чипсета Intel 5400 (Seaburg) частота FSB 1600 МГц занижена, в той час як тільки кілька чипсетів материнських плат 5000/5200-серій мають можливість запустити процесори з 1333 МГц FSB. Seaburg підтримує два слота PCIe 2.0 x16 і до 128 ГБ пам'яті.
| Model | Speed (GHz) | L2 Cache (MB) | FSB (MHz) | TDP (W) |
| ----- | ----------- | ------------- | --------- | ------- |
| E5405 | 2.00        | 2 × 6         | 1333      | 80      |
| L5408 | 2.13        | 2 × 6         | 1066      | 40      |
| E5410 | 2.33        | 2 × 6         | 1333      | 80      |
| L5410 | 2.33        | 2 × 6         | 1333      | 50      |
| E5420 | 2.50        | 2 × 6         | 1333      | 80      |
| L5420 | 2.50        | 2 × 6         | 1333      | 50      |
| E5430 | 2.66        | 2 × 6         | 1333      | 80      |
| L5430 | 2.66        | 2 × 6         | 1333      | 50      |
| E5440 | 2.83        | 2 × 6         | 1333      | 80      |
| X5450 | 3.00        | 2 × 6         | 1333      | 120     |
| E5450 | 3.00        | 2 × 6         | 1333      | 80      |
| X5460 | 3.16        | 2 × 6         | 1333      | 120     |
| X5470 | 3.33        | 2 × 6         | 1333      | 120     |
| E5462 | 2.80        | 2 × 6         | 1600      | 80      |
| E5472 | 3.00        | 2 × 6         | 1600      | 80      |
| X5472 | 3.00        | 2 × 6         | 1600      | 120     |
| X5482 | 3.20        | 2 × 6         | 1600      | 150     |
| X5492 | 3.40        | 2 × 6         | 1600      | 150     |

### 7400-series «Dunnington»
Dunnington — останній процесор покоління Penryn Intel і перший з багатоядерних (вище двох) чипів. Являє собою одночиповий шестиядерний дизайн з трьома уніфікованими L2 кешами (нагадують три об'єднані 45 нм двоядерні Wolfdale чипи), і 96 Кб кешу L1 (Дані) та 16 МБ кеш-пам'яті L3. Також 1066 МГц FSB, використовується така ж розетка (mPGA604), як у Tigerton, і сумісність з обома чипсетами: Intel Caneland і IBM X4. Ці процесори підтримують DDR2-1066 (533 МГц), і мають максимальний TDP нижче 130 Вт. Вони призначені для серверів та інших потужних комп'ютерних систем. Випуск був запланований на другу половину 2008. Далі пішла[куди?] мікроархітектура Nehalem.
| model | Speed (GHz) | L3 Cache (MB) | FSB (MHz) | TDP (W) | Cores |
| ----- | ----------- | ------------- | --------- | ------- | ----- |
| E7420 | 2.13        | 8             | 1066      | 90      | 4     |
| E7430 | 2.13        | 12            | 1066      | 90      | 4     |
| E7440 | 2.40        | 16            | 1066      | 90      | 4     |
| L7445 | 2.13        | 12            | 1066      | 50      | 4     |
| E7450 | 2.40        | 12            | 1066      | 90      | 6     |
| L7455 | 2.13        | 12            | 1066      | 65      | 6     |
| X7460 | 2.66        | 16            | 1066      | 130     | 6     |

## Суперкомп'ютери
В списку TOP500 найшвидших комп'ютерів номер 5 в листопаді 2006 посів суперкомп'ютер Thunderbird, з Sandia National Laboratories, на процесорах Xeon. Це був кластер машин Dell PowerEdge 1850 з 9024 Xeon (3.6 GHz) і потужністю 38.27 Teraflop. (потужніший за найшвидшу машину на процесорах Itanium, але позаду трьох систем на основі PPC і одної системи на Opteron).
В індійському суперкомп'ютері EKA використано 14352 процесорних ядер у процесорах Intel Xeon X5365.
В червні 2013 року суперкомп'ютер Тяньхе-2, який побудований на 32 000 12-ядерних процесорах Intel Xeon E5-2600 v2 (архітектура Ivy Bridge) і 48 000 Intel Xeon Phi співпроцесорах, посів перше місце у рейтингу TOP500. Це перша система з 1997 року, побудована виключно на процесорах Intel, яка очолює список TOP500.